# Edwin Holmes
Edwin Holmes, angleški astronom, * verjetno 1842 , † 1919 .

## Delo
Odkril je periodični komet 17P/Holmes. 

Od Pacifiške astronomske zveze (Astronomical Society of the Pacific ali ASP) je prejel medaljo Donohoe (Donohoe Comet Medal).